# Chelem
Chelem získává ve Formuli 1 pilot, který dokáže během jedné Velké ceny zajet Pole position, nejrychlejší kolo a zvítězit způsobem start–cíl, tedy být po celou dobu závodu ve vedení. Držitelem rekordu je aktuálně Jim Clark , který chelem během své kariéry získal 8x.
První chelem získal Juan Manuel Fangio s vozem Alfa Romeo ve druhém závodě Grand Prix Monaka 1950, zatím poslední chelem vybojoval Lewis Hamilton v Grand Prix Abú Zábí 2019.

## Rekordy

### Nejvíce chelemů v jedné sezóně[1]
| Pilot              | Rok  | Závody | Chelem |
| ------------------ | ---- | ------ | ------ |
| Alberto Ascari     | 1952 | 8      | 3      |
| Alberto Ascari     | 1953 | 9      | 2      |
| Jim Clark          | 1963 | 10     | 3      |
| Jim Clark          | 1965 | 10     | 3      |
| Jackie Stewart     | 1971 | 11     | 2      |
| Ayrton Senna       | 1990 | 16     | 2      |
| Nigel Mansell      | 1992 | 16     | 3      |
| Michael Schumacher | 1994 | 16     | 2      |
| Mika Häkkinen      | 1998 | 16     | 2      |
| Michael Schumacher | 2004 | 18     | 2      |
| Sebastian Vettel   | 2013 | 19     | 2      |
| Nico Rosberg       | 2016 | 21     | 2      |
| Lewis Hamilton     | 2017 | 20     | 3      |

### Chelemy dle počtu
| Pilot              | Chelem |
| ------------------ | ------ |
| Jim Clark          | 8      |
| Lewis Hamilton     | 6      |
| Alberto Ascari     | 5      |
| Michael Schumacher | 5      |
| Jackie Stewart     | 4      |
| Ayrton Senna       | 4      |
| Nigel Mansell      | 4      |
| Sebastian Vettel   | 4      |
| Nelson Piquet      | 3      |